# 特維科二世
特維科二世（？年—1443年11月），波士尼亞國王，1404年至1409年、1420年至1443年在位。
1428年，特維科與加萊·多蘿提亞結婚，兩人沒有子女。